# Dorfkirche Lünow

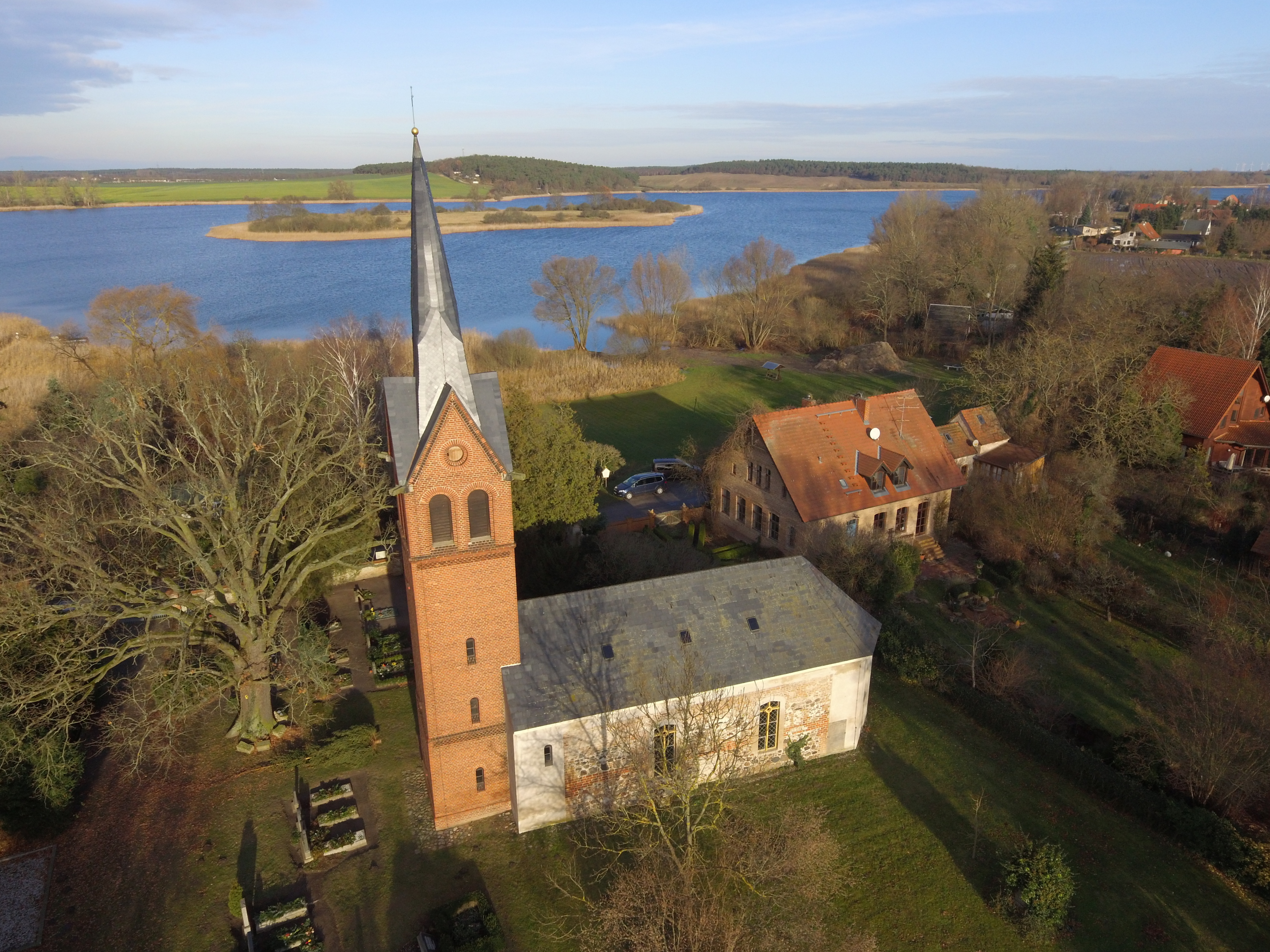
Dorfkirche Lünow von Süden; im Hintergrund der Beetzsee mit der Insel Bundenwerder

Die evangelische Dorfkirche Lünow ist eine Saalkirche am östlichen Ende des heutigen Ortsteils Lünow in der Gemeinde Roskow im Landkreis Potsdam-Mittelmark in Brandenburg. Ein Patrozinium ist nicht überliefert.

## Bauwerk

### Baugeschichte
Die Dorfkirche wurde im Stil der Gotik errichtet. Die bekannte Ersterwähnung des Dorfes Lünow stammt aus dem Jahr 1335. Im 18. Jahrhundert wurde die Kirche umgebaut und in diesem Zusammenhang ein polygonaler Chor angefügt. 1888 wurde ein bestehender Kirchturm aus Fachwerk durch einen im Stil der Neuromanik ersetzt.

### Außenausstattung

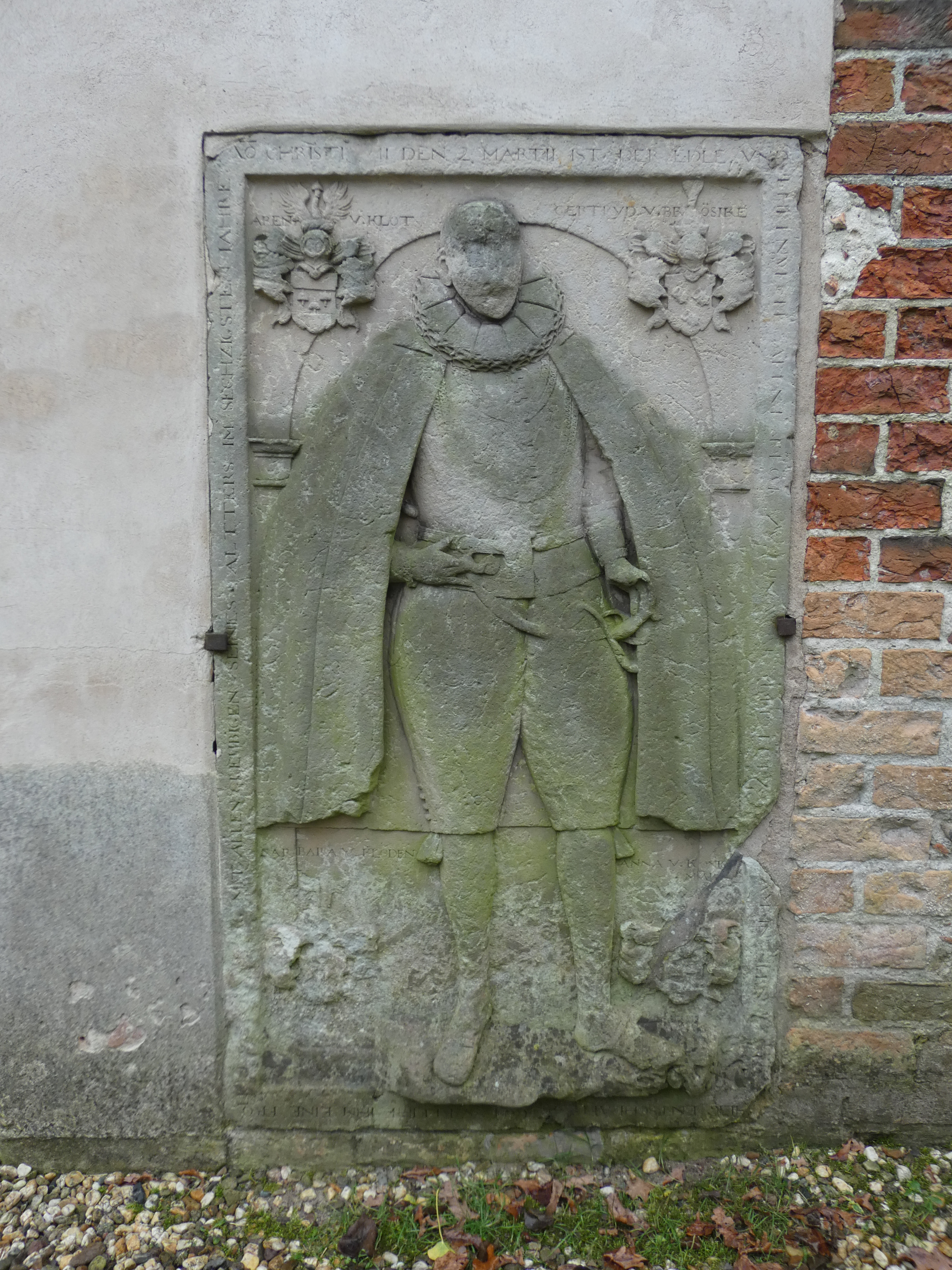
Grabplatte von Arent von Klot

Der Westturm wurde aus unverputzten roten Klinkern errichtet. Im Stockwerk des Glockenstuhls sind nach allen vier Himmelsrichtungen jeweils zwei rundbogige Schallöffnungen eingearbeitet. Darüber befindet sich eine Turmuhr, deren Ziffernblätter nach Osten und Norden zeigen. Die Öffnungen nach Westen und Süden sind nicht besetzt. Kleine Giebel über den Ziffernblätter beziehungsweise den Aussparungen für diese strukturieren den spitzen Turmhelm, der mit Schiefer eingedeckt ist. Auf der Spitze befindet sich eine Turmkugel und eine Wetterfahne. Letztere weist die Jahreszahl 1996 aus. Das rundbogige Portal der Kirche befindet sich im Turm auf dessen Nordseite.
Das gotische Kirchenschiff als ältestes Bauteil wurde aus Feld- und Ziegelsteinen errichtet. In Teilen ist es verputzt. Die Fenster wurden in Segmentbogenfenster abgeändert. Diese sind mit Faschen aus Putz umrandet. Sowohl auf der Nord-, als auch auf der Südseite befinden sich zugesetzte vormalige Portale. Der polygonale Chor im Osten ist verputzt. In diesen wurde teilweise unter den ebenfalls segmentbogigen Fenstern mehrere Grabplatten eingearbeitet. Unter anderem auf der Nordseite die eines Ritters Arent von Kloth beziehungsweise Klot und auf der Südseite die einer Barbara Elisabeth von Brunnen.

### Ausstattung
Das Innere der Lünower Dorfkirche ist schlicht gestaltet. Es befindet sich in ihr eine hölzerne Westempore. Diese soll wie auch das hölzerne Gestühl und die Kanzel auf der Nordseite des Chores aus dem 19. Jahrhundert stammen. Der Innenputz ist weiß. Von Wandmalereien sind nur noch Reste erhalten. Ein achteckiger Taufstein aus Sandstein wird der Renaissance zugeschrieben. Dieser trägt die Inschrift „Lasset die Kindlein zu mir kommen“. Die acht Flächen des Taufsteins tragen wechselnd Wappen und Köpfe von Engeln. Eine elektrische Orgel steht neben dem schlicht gestalteten Altar im Chor. Über dem Altar befindet sich ein gläsernes Altarbild Kreuz und Labyrinth der Künstlerin Annelie Grund aus dem Jahr 2003. An der Westempore befinden sich sechs Tafeln der Lünower Passion, Bilder des Malers Jürgen Hoffmann, die die Passionsgeschichte darstellen.

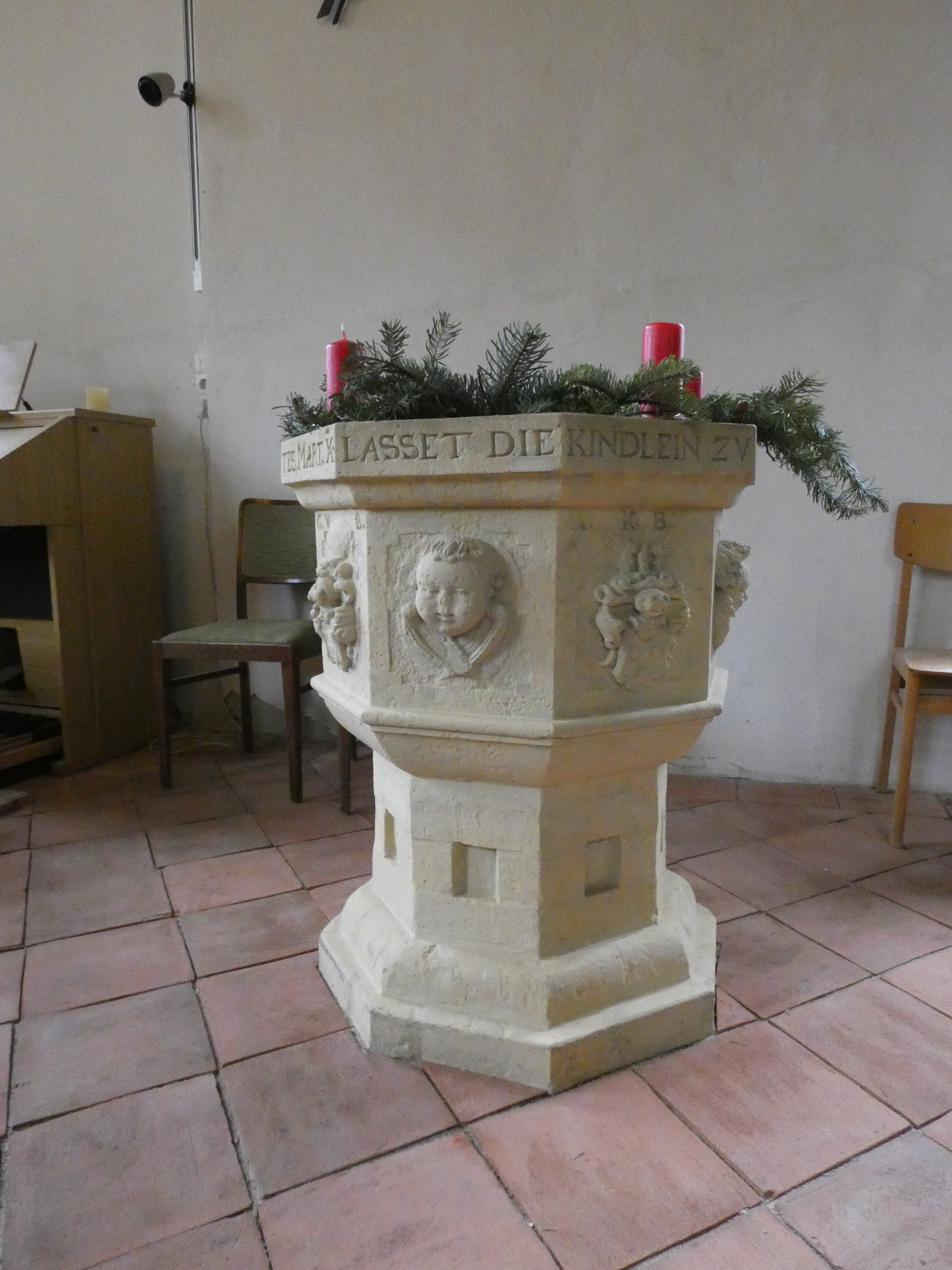
Oktogonaler Taufstein
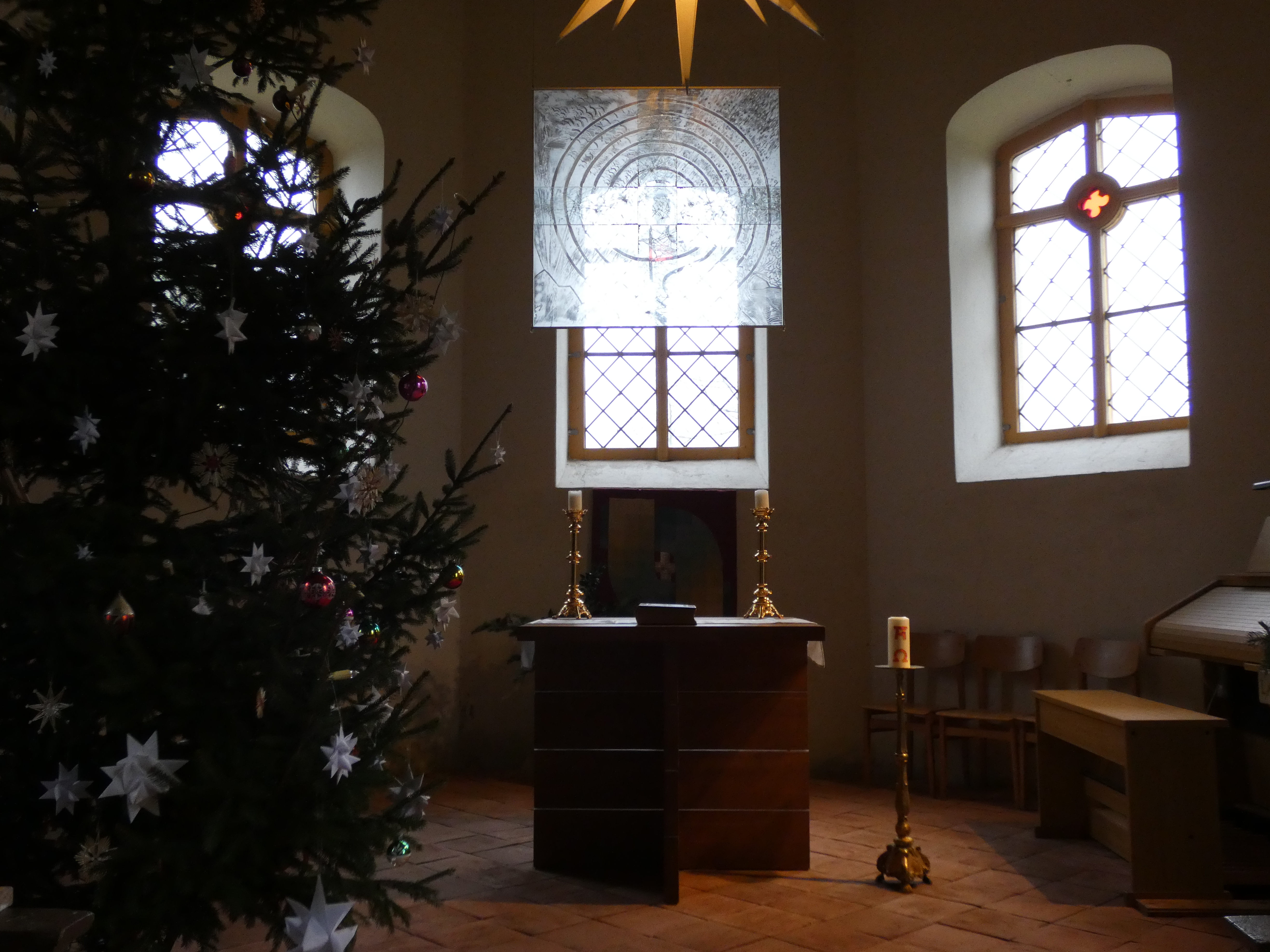
Chorraum mit Altar, gläsernem Altarbild Kreuz und Labyrinth und Orgel
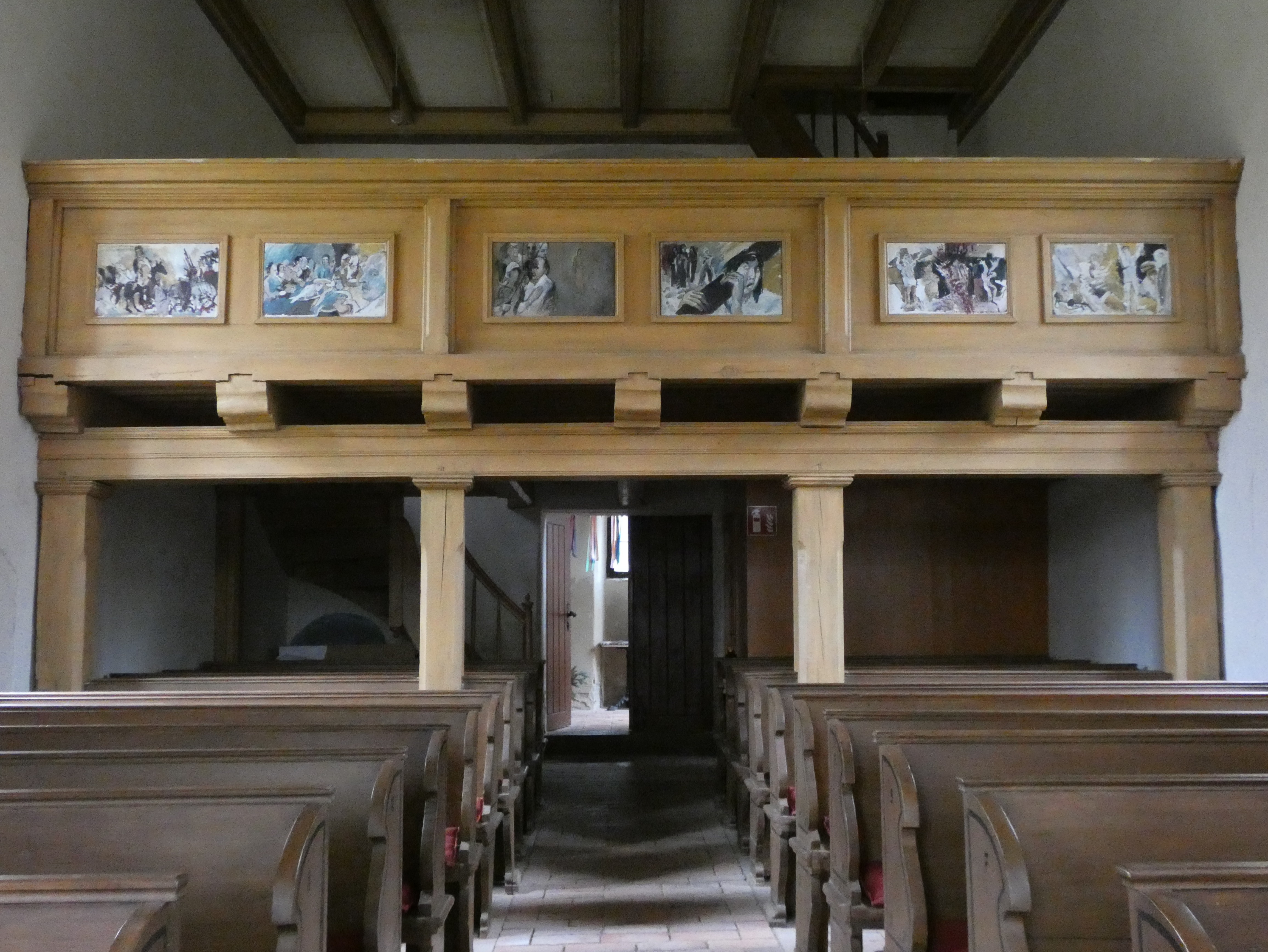
Westempore mit Bildtafeln Lünower Passion